# Richard Schmidt (spisovatel)
Richard Schmidt (22. července 1875 Hrobčice – 11. března 1947 Boizenburg) byl český, německy hovořící právník a spisovatel.

## Život
Maturoval na gymnáziu v Chomutově, poté studoval práva na německé univerzitě v Praze. Studia uzavřel v roce 1900 doktorátem práv.
Od roku 1908 byl korespondentem Centrální komise pro umění, dějiny a památkovou péči ve Vídni (Zentralausschuss für Kunst, Geschichte und Denkmalpflege in Wien).

## Spisy
- SCHMIDT, Richard. Soupis památek historických a uměleckých v království Českém od pravěku do polovice XIX. století. svazek XL, Politický okres Jáchymovský. Praha: Archaeologická kommisse při Č. ak. císaře Františka Josefa pro vědy, slovesnost a umění, 1913. 133 s.